# Moca chlorolepis
Moca chlorolepis ist eine kaum erforschte Schmetterlingsart (Nachtfalter), die auf der zur Australien gehörenden Weihnachtsinsel im Indischen Ozean endemisch ist. Sie ist nur von drei Exemplaren bekannt, die Charles William Andrews 1898 gesammelt hatte. Über ihren Lebensraum und ihre Lebensweise ist nichts Näheres bekannt.

## Merkmale
Die Merkmals- und Maßangaben beziehen sich auf zwei Exemplare (ein Männchen und eine Weibchen), die im Natural History Museum in London aufbewahrt werden. Die Flügelspanne des Männchens beträgt 28 mm und die des Weibchens 23 mm. Die Fühler sind dunkelbraun. Die Palpi sind dunkelbraun an den Außenseiten und bräunlich zimtfarben an den Innenseiten. Das Endglied des Fühlers ist kurz und ragt nicht über die Kopfebene hinaus. Der Kopf ist graubraun.
Der in seiner Grundfärbung dunkelbraune Thorax ist mit grünlichen und hell aschgrauen Schuppen gesprenkelt. Die dunkelbraunen Vorderflügel sind reichlich mit hell gelblich-grünen Schuppen gesprenkelt. Die grünliche Beschuppung ist etwas dichter auf der basalen Hälfte, auf einem quer verlaufenden Band am Ende der Flügelzelle und um den apikalen und endständigen Teil des Flügels, wodurch ein braunes, weniger dicht beschupptes Band in der Mitte sichtbar wird. Die Fransenschuppen der Vorderflügel sind bräunlich grau. Vor ihnen verläuft eine schmale, ockerbräunliche Randlinie. Die Hinterflügel sind graubraun. Die äußeren zwei Drittel der Fransenschuppen der Hinterflügel sind weißlich aschgrau. Das Abdomen und die Beine sind graubraun. Das Ende der Hintertibia und die letzten vier Tarsalglieder sind bräunlich ockerfarben.

## Systematik
Moca chlorolepis wurde im Jahr 1900 von Thomas de Grey, 6. Baron Walsingham als Tortricomorpha chlorolepis erstbeschrieben und in die Familie der Gespinst- und Knospenmotten (Yponomeutidae) klassifiziert. 1906 wurde diese Art von Edward Meyrick in die Gattung Imma gestellt. 1977 stellte John B. Heppner die neue Familie Immidae mit Imma als Typusgattung auf. 1982 erfolgte durch Heppner der Transfer der Art in die Gattung Moca.

## Gefährdung und Schutz
Moca chlorolepis ist gegenwärtig nicht von der IUCN erfasst. Diese Mottenart gilt seit ihrer Entdeckung Ende des 19. Jahrhunderts als verschollen.